# Кеиль
Кеиль или Кеила (ивр. קעילה‎, гематрия — 215, Стронг — 7084) — город в уезде Иуды, упоминается в Библии 18 раз (Нав. 15:44; 1Цар. 23:1-13; 1Пар. 4—19; Неем. 3:17-18).
Город располагался на вершине горы, отделённой от основного хребта ущельем 17-метровой глубины. Давид защищал Кеиль от филистимлян. Обычно отождествляется с Хирбет-Кила, лежащим у ручья Вади-эс-Сур в 13 км северо-западнее Хеврона.